# Helijum-kadmijumski laser
Helijum-kadmijumski laseri, (He-Cd), su jedni od najpoznatijih lasera koji rade na principu jonizovane metalne pare. Najintenzivnije zračenje se vrši na talasnim dužinama od 0,441 µm (između plave i ljubičaste boje u vidljivom spektru) pri kojima je snaga od 15-200 mW i na talasnoj dužini od 0.325 µm i tada je intenzitet snage od 1 do 20 mW. Ovaj drugi slučaj odgovara ultraljubičastom delu spektra.
Ova vrsta lasera je bila jedna od prvih otkrivenih u nizu eksperimenata sa ciljem da se naprave laseri od različitih materijala. Vilijam Silfast i Grant Fauls su stavljali razne metale
u cev oslobođenu naelektrisanja i posmatrali šta bi se desilo kada bi kroz nju pustili struju (6 elemenata su reagovala). Kasnije su Silfastova istraživanja pokazala da je kadmijum dobar material za lasere i da mu se dodatkom helijuma povećava efikasnost.

## Princip rada

### Aktivni medijum
Helijum-kadmijumski laseri mogu funkcionisati pri različitim uslovima, ali su najefikasniji kada je nekoliko militora (1 mtor = 0,43 Pa) kadmijumske pare zapečaćeno u cevi sa helijumskim gasom na pritisku oko 6 tora (800 Pa). Ovo je tipična konfiguracija za ovu vrstu lasera. Metal se mora zagrejati do 250 ° da bi se dobio odgovarajući pritisak.

### Prenos energije
Postojeća energija helijum-kadmijumskog lasera potiče od direktnog pražnjenja struje koja prolazi kroz cev lasera. Tipično pražnjenje je oko 1500 V sa gustinom struje u maloj kapilari od 4 A po kvadratnom centimentru poprečnog preseka. Atomi helijuma u gasu lasera apsorbuju energiju iz električnog pražnjenja i onda tu energiju prenose na jone kadmijuma. Aktivna sredina ovog lasera je kadmijumska para. Pumpanje se ostvaruje pomoću procesa Peningove jonizacije.
Energija pobuđenih atoma helijuma (He*) je veća od energije potrebne za jonizaciju i pobuđenje atoma kadmijuma (Cd). Proces je nerezonantan i višak energije prelazi u kinetičku energiju elektrona (e-). Laserska generacija se odvija pri prelazima između različitih pobuđenih stanja jona kadmijuma.
Taj process je jednostepan, što znači da je brzina pumpanja proporcionalna sa gustinom struje, a ne sa kvadratom gustine struje (kao što je slučaj kod gasnih jonskih lasera). Zato se pumpanje jonskih lasera sa metalnim parama može izvršiti pomoću znatno manjih gustina struje.

## Unutrašnja struktura
Po strukturi je veoma sličan helijum-neonskim i argon-jonskim laserima. Električno pražnjenje prolazi kroz dugačku, tanku kapilaru koja sjedinjuje struju i tako joj povećava gustinu i samim tim i efikasnost.
Da bi se održala potrebna koncentracija kadmijumske pare potreban je rezervoar kadmijuma unutar laserske cevi koji mora da sadrži po gram kadmijuma na svakih 1000 sati rada lasera. Rezervoar je postavljen na anodnom kraju kapilare i greje se da bi obezbedio neophodni pritisak metalne pare. Kako pražnjenje jonizuje metalnu paru, tako pozitivni joni migriraju prema negativnoj elektrodi (katodi).
Ovaj process pomaže pri ravnomernom distribuiranju kadmijumske pare, ali takođe može i da izazove taloženje metala prema kapilari. To može da dovede do raznih problema od kojih je jedan i blokada kapilare. Da bi se to sprečilo laserske cevi uglavnom sadrže i kondenzator koji je postavljen van kapilare.
Osim za kadmijum i za helijum je potreban rezervoar. Helijum se može potrošiti (tako što se katoda rasprsne ili hemijski zatruje, tako što ga pokrije neki kondenzacioni metal…). Rezervoar za helijum može da se nalazi u grani odvojenoj od tela lasera. One mogu da služe i za odstranjivanje materija koje bi mogle da ugroze rad lasera.
Kao i kod drugih nisko dobitnih lasera zadnja rezonatorska ogledala su totalni reflektori, a prednja rezonatorska ogledala odašilju samo svetlost koja kruži po šupljini laserske cevi. Stabilni rezonatori imaju dimenzije od 40 cm pa sve do nešto malo preko 1 m.

## Mane
Ultraljubičasta svetlost koja ima više upotreba od plave kod ovih lasera je slabija i ima kraći
životni vek. Cevi koje emituju UV svetlost traju gotovo duplo kraće od onih koje emituju
plavu svetlost. Tako da nisu široko rasprostranjene.

## Vrste i varijacije
Pored plavog lasera i ultraljubičastog lasera postoji i takozvani laser koji emituje belu svetlost. On ima osobinu
da mu se boja može menjati ali ima kratak vek pa nema komercijalnu vrednost i nije
rasprostranjen.

## Upotreba
Helijum-kadmijumski laseri se koriste za štampače gde laser skenira fotokonduktivni cilindar pišući karaktere koji se prenose na papir pomoću procesa elektrostatičkog tonera koji je sličan onom u fotokopirnim aparatima. Ovi laseri se uglavnom koriste za štampače velike brzine i visokih performansi koji mogu da odštampaju i po 100 stranica u minuti i koštaju i do nekoliko stotina hiljada dolara. Jako fokusirani laserski snopovi se koriste za pisanje kompletno oformljenih karaktera na papiru koji je osetljiv na svetlost i to sa rezolucijom tako visokom da nikakve tačke nisu vidljive. He-Cd laseri se koriste za razdvajanje boja u štampačima gde kreiraju šablone u polutonovima koji se koriste za generisanje slika u svim bojama.
Moze se koristiti i za opticko snimanje digitalnih podataka video ili audio signala kao i za neka merenja i proveravanje autentičnosti nekih novčanica. Može se iskoristiti i pri pravljenju holograma gde je dosta bolji od argonskih lasera.